# Thüngersheim
Thüngersheim est une commune de Bavière (Allemagne), située dans l'arrondissement de Wurtzbourg, dans le district de Basse-Franconie.
Thüngersheim est jumelée avec une commune de Loire Atlantique(France), Saint-Aignan de Grand Lieu (44860) de 4.017 habitants, depuis 1995.